# Charles Hardy
Pour les personnes ayant le même patronyme, voir Hardy.
Charles Hardy, né vers 1714 à Portsmouth et mort le 18 mai 1780, est un officier de marine, administrateur et homme politique britannique qui a atteint le grade d'Admiral of the Fleet et été gouverneur de New York.

## Biographie
Son père a fait carrière dans la marine, atteignant le grade de vice-amiral.

### Débuts dans la marine
En 1731, il intègre lui aussi la Royal Navy comme volontaire.

### La guerre de Succession d'Autriche (1740-1748)
Il est promu captain le 10 août 1741, âgé d'environ 27 ans. Il commande le navire HMS Rye de 1742 à 1744.
En 1744, il est nommé gouverneur et commandant en chef de la colonie britannique de Terre-Neuve, mais il ne semble pas s'être jamais rendu dans la colonie de Terre-Neuve.
En effet, en avril 1744, il est à la tête d'une escadre allant d'Angleterre à Lisbonne, dont fait partie le HMS Northumberland, qui, au large des Berlengas, engage seul un combat contre deux navire français et est capturé après un long combat le 19 mai 1744 (le 8 mai dans le calendrier julien encore en vigueur à l'époque en Grande-Bretagne). Arrivé à Lisbonne, son escadre subit le blocus de navires français venant de Brest, mais ce blocus est levé grâce à l'intervention d'une flotte dont fait partie le HMS Victory (naufragé dans la Manche en octobre 1744).
L'année suivante, il commande le HMS Torrington, participant à la protection d'un convoi transportant des renforts depuis Gibraltar en direction de la forteresse de Louisbourg, récemment capturée à la suite d'un siège.

### Gouverneur de New-York (1755-1757)
Il est fait chevalier en 1755 et sert en tant que gouverneur administratif de la colonie britannique de New-York entre 1755 et 1757, avant d'être remplacé par James DeLancey. Pendant son administration, il est promu au grade de Rear Admiral of the Blue (contre-amiral).

### La guerre de Sept Ans (1757-1763)
En 1757, sous les ordres du Vice Admiral Francis Holburne, Hardy escorte Lord Loudoun et son armée de New York vers Halifax dans l'intention d'attaquer la forteresse de Louisbourg, qui avait été rendue au Français, mais l'attaque est annulée et reportée. L'année suivante, il est commandant en second sous le commandement d'Edward Boscawen au siège de Louisbourg.
À l'automne, en compagnie de James Wolfe, il attaque les postes français autour de l'embouchure du fleuve Saint-Laurent et détruit tous les ports de pêche français le long de la côte nord de l'actuel Nouveau-Brunswick et le long de la Gaspésie. Il prend part également à la victoire de l'amiral Hawke à la bataille de la baie de Quiberon en 1759.

### Fin de carrière
Il devient Member of Parliament pour Rochester en 1764.
Hardy est nommé gouverneur du Greenwich Hospital entre 1771 et 1780.
En 1778, il est promu Admiral of the White. En 1779, il est fait commandant en chef de la Channel Fleet. N'ayant pas assez de vaisseaux, il refuse le combat face aux Franco-Espagnols qui ont massé des forces considérables pour tenter de débarquer en Angleterre. Il conserve son poste à l'amirauté anglaise jusqu'à sa mort en mai 1780.

## Mariage et descendance
En 1749, il épouse Mary Tate et, en 1759, à la mort de sa première épouse, il se remarie avec Catharine Stanyan. Le couple a trois fils et deux filles. Sir Charles Hardy décède à Spithead. Il lègue 3 000 £ à chacun de ses fils et 4 000 £ à chacune de ses filles, et transmet sa propriété de Rawlins, dans l'Oxfordshire, à son fils ainé Temple Hardy. À la mort de Catharine en 1801, Temple est le seul de ses trois fils à être encore en vie. Son fils, Josiah, est négociant et Gouverneur du New Jersey entre 1761 et 1763.

## Sources
- (en) Cet article est partiellement ou en totalité issu de l’article de Wikipédia en anglais intitulé « Charles Hardy » (voir la liste des auteurs).